# Billy Whelan

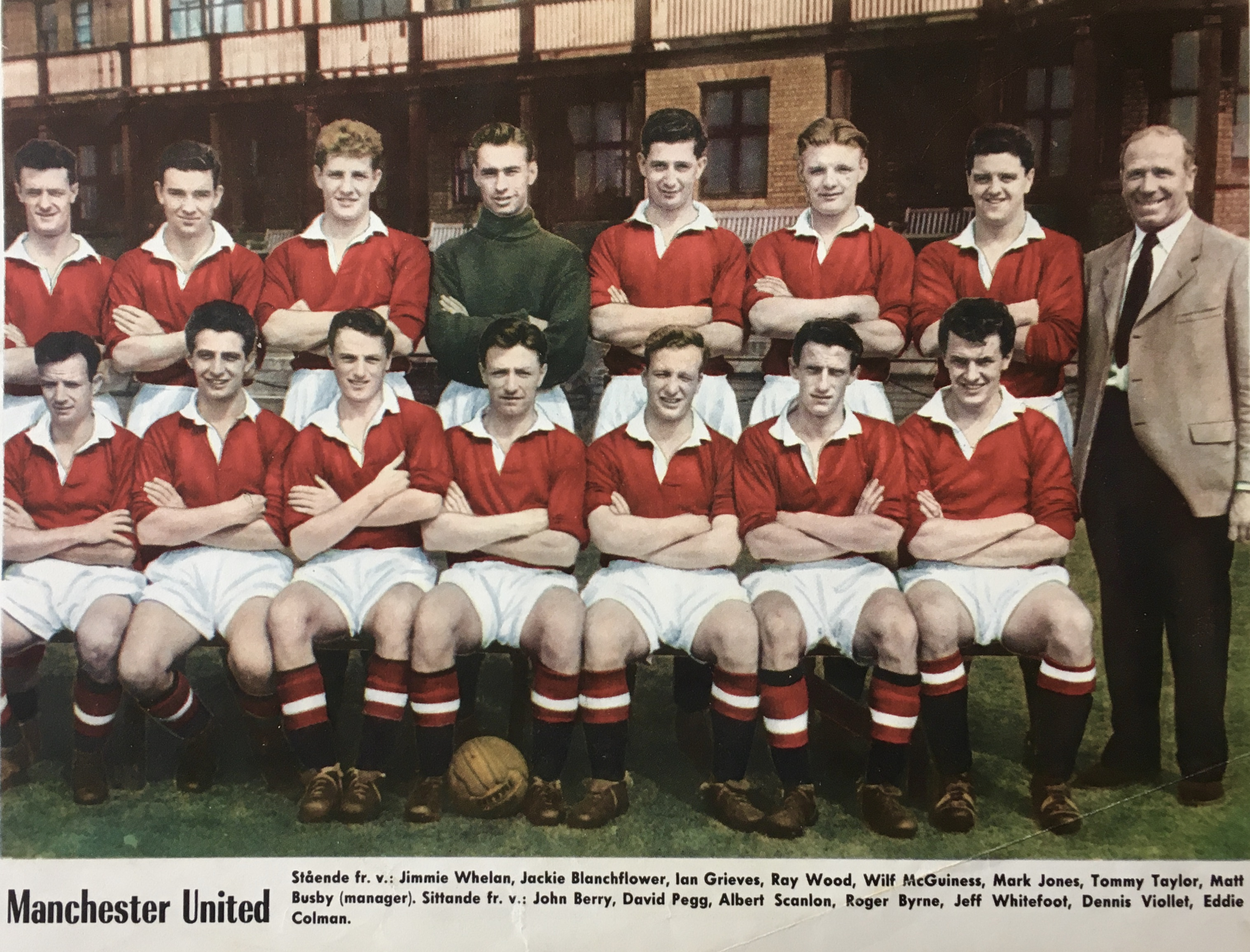
Manchester United F.C. aus dem Jahre 1957 – Bild zeigt 2. Reihe stehend v. l.: Jimmie Whelan, Jackie Blanchflower, Ian Greaves, Ray Wood, Wilf McGuinness, Mark Jones, Tommy Taylor, Matt Busby (Manager);1. Reihe hockend v. l.: Johnny Berry, David Pegg, Albert Scanlon, Roger Byrne (Kapitän), Jeff Whitefoot, Dennis Viollet und Eddie Colman.

William Augustine „Billy“ (oder „Liam“) Whelan (* 1. April 1935 in Dublin; † 6. Februar 1958 in München) war ein irischer Fußballspieler. Der Halbstürmer gehörte in den 1950er Jahren zu den „Busby Babes“ von Manchester United und war einer von acht damals aktiven Spielern des Vereins, die beim Flugzeugunglück von München ums Leben kamen.

## Sportlicher Werdegang
Kurz nachdem Manchester United Whelan im Jahr 1953 von dem irischen Klub Home Farm FC verpflichtet hatte, wurde dieser im Endspiel des FA Youth Cups als Ersatz für den verletzten John Doherty eingesetzt. Dort schoss er sowohl beim 7:1 im Hinspiel als auch beim 2:2 im Rückspiel gegen den Nachwuchs der Wolverhampton Wanderers auf Anhieb ein Tor. Der junge Liam, der in Manchester dann Billy genannt wurde, zählte dann auf Anhieb zu den vielversprechendsten Talenten im englischen Fußball und bei einem Jugendturnier in der Schweiz wusste er derart zu gefallen, dass vor Ort sogar ein Angebot aus Brasilien kolportiert wurde.
In der ersten Mannschaft gab er am 26. März 1955 gegen Preston North End (2:0) seinen Einstand in der höchsten englischen Spielklasse und fortan wurde er zu einer festen Größe auf der Halbstürmerposition. Oberflächlich gesehen wirkten seine Bewegungen zwar gelegentlich umständlich oder ungelenk, aber er war mit einer ausgeprägten Spielintelligenz ausgestattet. Er schlich sich bevorzugt hinter seine Gegner und zeigte sich dann in Tornähe sehr treffsicher (auch mit dem Rücken zum Tor). Seine Quote von etwas mehr als einem Treffer in zwei Spielen war für einen Offensivakteur, der nicht in der vorderster Front auf Torejagd ging, überdurchschnittlich. Er erzielte in der Saison 1956/57 in 53 Pflichtspielen 33 Tore, womit er maßgeblich zur zweiten englischen Meisterschaft von „United“ beitrug – im Jahr zuvor hatte er vier Treffer zum ersten Ligatitel in seiner Karriere beigetragen. Persönlicher Höhepunkt war für zu Beginn 1957 seine Leistung im Europapokal der Landesmeister gegen Atlético Bilbao, als sein spektakulärer Treffer zum 3:5 in Bilbao nach einem Sololauf eine Art Initialzündung fürs Weiterkommen war, da das Rückspiel mit 3:0 gewonnen wurde.
Im Verlauf der Saison 1957/58 verlor Whelan, der zwischen 1956 und 1957 vier A-Länderspiele für Irland absolviert hatte, den Stammplatz an seinen guten Freund Bobby Charlton. Dennoch wurde ihm weiter eine gute Sportlerkarriere prognostiziert, als diese im Februar 1958 ein plötzliches Ende fand. Nach dem Viertelfinalrückspiel des europäischen Landesmeisterwettbewerbs gegen Roter Stern Belgrad gehörte er zu den Passagieren, die in dem in München verunglückten Flugzeug saßen. Er war im Alter von 22 Jahren eines der jüngsten von 23 Todesopfern.

## Titel/Auszeichnungen
- Englische Meisterschaft (2): 1956, 1957
- FA Charity Shield (2): 1956, 1957
- FA Youth Cup (1): 1953